# Tsuyaka Uchino
Tsuyaka Uchino (en japonés: 内野艶和, Uchino Tsuyaka; 13 de enero de 2002) es una deportista japonesa que compite en ciclismo en la modalidad de pista. Ganó una medalla de bronce en el Campeonato Mundial de Ciclismo en Pista de 2023, en la carrera por puntos.

## Medallero internacional
| Campeonato Mundial | Campeonato Mundial    | Campeonato Mundial | Campeonato Mundial |
| Año                | Lugar                 | Medalla            | Competición        |
| ------------------ | --------------------- | ------------------ | ------------------ |
| 2023               | Glasgow (Reino Unido) | Medalla de bronce  | Puntuación         |